# 楔 -くさび-
「楔 -くさび-」は、奥華子の楽曲。2015年6月17日にiTunes Store限定で先行配信が開始された後、2015年7月22日に彼女の15枚目のシングルとしてポニーキャニオンからリリースされた。

## 解説
奥がインディーズ時代に手がけた楽曲で、当時のピアノ弾き語りバージョンにストリングスアレンジが加えられている。PVは、東京都の松本記念音楽迎賓館で撮影された。また、YouTube限定公開となる、歌詞付きのPVも制作されている。
シングルは、2015年7月27日に奥がメジャーデビュー10周年を迎えることから、「10周年記念シングル」として扱われている。カップリング曲には、インディーズ時代のシングル曲「花火」のアレンジバージョンと、2013年のライブツアー『奥華子 弾き語り 2013 〜Last Letter〜』Zepp Tokyo公演における「楔」の弾き語りバージョンのライブ音源が収録される。

## 収録曲
| 全作詞・作曲: Oku Hanako。 |                                                           |            |            |                           |      |
| #                          | タイトル                                                  | 作詞       | 作曲・編曲 | 編曲                      | 時間 |
| 1.                         | 「楔 -くさび-」                                           | Oku Hanako | Oku Hanako | Sato Jun                  | 5:12 |
| 2.                         | 「花火」                                                  | Oku Hanako | Oku Hanako | Oku Hanako、Ito Aya（弦） | 6:24 |
| 3.                         | 「楔 (ピアノ弾き語り Live ver. at Zepp Tokyo 2013.1.19)」 | Oku Hanako | Oku Hanako | Oku Hanako                | 5:58 |
| 4.                         | 「楔 -くさび- (Instrumental)」                            | Oku Hanako | Oku Hanako |                           | 5:12 |
| 5.                         | 「花火 (Instrumental)」                                   | Oku Hanako | Oku Hanako |                           | 6:22 |
| 合計時間:                  | 合計時間:                                                 | 合計時間:  | 29:10      |                           |      |